# Canton de Goussainville
Le canton de Goussainville est une division administrative française, située dans le département du Val-d'Oise et la région Île-de-France.
À la suite du redécoupage cantonal de 2014, les limites territoriales du canton sont remaniées. Le nombre de communes du canton passe de 2 à 9.

## Histoire
Le canton est créé en 1976 par scission du Canton de Gonesse.
Par décret du 17 février 2014, le nombre de cantons du département est divisé par deux, avec mise en application aux élections départementales de mars 2015. Le canton de Goussainville est conservé et s'agrandit. Il passe de 2 à 9 communes.

## Représentation

### Représentation avant 2015
| Période | Période          | Identité                 | Étiquette | Qualité |
| ------- | ---------------- | ------------------------ | --------- | --- |
| 1976    | 1985 (décès)     | Roger Gaston (1920-1985) | PCF       | Forgeron Maire de Goussainville (1953-1983) Ancien conseiller général du Canton de Gonesse                                       |
| 1985    | 1988             | Guy Messager             | DVD       | Maire de Louvres (1982-2012) |
| 1988    | 2001 (démission) | Michel Toumazet          | PCF       | Professeur de collège Maire de Goussainville (1995-2001) Conseiller régional (1986-1992)                                         |
| 2001    | 2008             | Guy Messager             | UDF-MoDem | Maire de Louvres (1982-2012) |
| 2008    | 2015             | Luc Broussy              | PS        | Délégué général du SYNERPA, le syndicat national des maisons de retraite privées Adjoint au maire de Goussainville jusqu'en 2013 |

### Représentation depuis 2015
| Période élective | Période élective | Mandat | Mandat   | Identité        | Nuance | Nuance | Qualité                                          |
| ---------------- | ---------------- | ------ | -------- | --------------- | ------ | ------ | ------------------------------------------------ |
| 2015             | 2021             | 2015   | 2021     | Anthony Arciero |        | LR     | Président des jeunes LR du Val-d'Oise            |
| 2015             | 2021             | 2015   | 2021     | Isabelle Rusin  |        | LR     | Maire d'Épiais-lès-Louvres (2008 → )             |
| 2021             | 2028             | 2021   | en cours | Anthony Arciero |        | LR     | Conseiller municipal d’opposition de Survilliers |
| 2021             | 2028             | 2021   | en cours | Isabelle Rusin  |        | LR     | Maire d'Épiais-lès-Louvres (2008 → )             |

### Résultats détaillés

#### Élections de mars 2015
À l'issue du 1er tour des élections départementales de 2015, deux binômes sont en ballottage : Christophe Credeville et Sandrine Ponthieu (FN, 31,99 %) et Anthony Arciero et Isabelle Rusin (Union de la Droite, 25,51 %). Le taux de participation est de 34,86 % (11 585 votants sur 33 231 inscrits) contre 40,49 % au niveau départemental et 50,17 % au niveau national.
Au second tour, Anthony Arciero et Isabelle Rusin (Union de la Droite) sont élus avec 60,77 % des suffrages exprimés et un taux de participation de 35,9 % (6 614 voix pour 11 929 votants et 33 231 inscrits),.

#### Élections de juin 2021
Le premier tour des élections départementales de 2021 est marqué par un très faible taux de participation (33,26 % au niveau national). Dans le canton de Goussainville, ce taux de participation est de 22,39 % (7 579 votants sur 33 844 inscrits) contre 26,57 % au niveau départemental. À l'issue de ce premier tour, deux binômes sont en ballottage : Anthony Arciero et Isabelle Rusin (LR, 31,18 %) et Jean-Michel Dubois et Florina Isip (RN, 20,38 %).
Le second tour des élections est marqué une nouvelle fois par une abstention massive équivalente au premier tour. Les taux de participation sont de 34,36 % au niveau national, 28,57 % dans le département et 22,91 % dans le canton de Goussainville. Anthony Arciero et Isabelle Rusin (LR) sont élus avec 70,71 % des suffrages exprimés (4 934 voix pour 7 756 votants et 33 850 inscrits),,.

## Composition

### Composition en 1976
Le canton comptait quatre communes.
- Goussainville (chef-lieu)
- Fosses
- Louvres
- Marly-la-Ville

### Composition avant 2015
Le canton comptait deux communes.
| Nom                       | Code Insee | Codepostal | Superficie (km2) | Population (dernière pop. légale) | Densité (hab./km2) |
| ------------------------- | ---------- | ---------- | ---------------- | --------------------------------- | ------------------ |
| Goussainville (chef-lieu) | 95280      | 95190      | 11,52            | 31 255 (2012)                     | 2 713              |
| Louvres                   | 95351      | 95380      | 11,33            | 9 767 (2012)                      | 862                |

### Composition depuis 2015
Le canton comprend désormais neuf communes entières.
| Nom                                   | Code Insee | Intercommunalité         | Superficie (km2) | Population (dernière pop. légale) | Densité (hab./km2) | Modifier                                    |
| ------------------------------------- | ---------- | ------------------------ | ---------------- | --------------------------------- | ------------------ | ------------------------------------------- |
| Goussainville (bureau centralisateur) | 95280      | CA Roissy Pays de France | 11,52            | 30 952 (2022)                     | 2 687              | modifier les données · modifier les données |
| Chennevières-lès-Louvres              | 95154      | CA Roissy Pays de France | 4,58             | 294 (2022)                        | 64                 | modifier les données · modifier les données |
| Épiais-lès-Louvres                    | 95212      | CA Roissy Pays de France | 3,42             | 141 (2022)                        | 41                 | modifier les données · modifier les données |
| Louvres                               | 95351      | CA Roissy Pays de France | 11,33            | 12 226 (2022)                     | 1 079              | modifier les données · modifier les données |
| Marly-la-Ville                        | 95371      | CA Roissy Pays de France | 8,62             | 5 852 (2022)                      | 679                | modifier les données · modifier les données |
| Saint-Witz                            | 95580      | CA Roissy Pays de France | 7,66             | 2 511 (2022)                      | 328                | modifier les données · modifier les données |
| Survilliers                           | 95604      | CA Roissy Pays de France | 5,38             | 4 154 (2022)                      | 772                | modifier les données · modifier les données |
| Vémars                                | 95641      | CA Roissy Pays de France | 8,18             | 2 986 (2022)                      | 365                | modifier les données · modifier les données |
| Villeron                              | 95675      | CA Roissy Pays de France | 5,61             | 1 672 (2022)                      | 298                | modifier les données · modifier les données |
| Canton de Goussainville               | 9512       |                          | 66,30            | 60 788 (2022)                     | 917                | modifier les données                        |

## Démographie

### Démographie avant 2015
| 1982   | 1990   | 1999   | 2006   | 2011   | 2012   |
| ------ | ------ | ------ | ------ | ------ | ------ |
| 30 928 | 32 320 | 36 153 | 39 038 | 40 682 | 41 022 |

### Démographie depuis 2015
En 2022, le canton comptait 60 788 habitants, en évolution de +6,53 % par rapport à 2016 (Val-d'Oise : +4 %, France hors Mayotte : +2,11 %).
| 2013   | 2018   | 2022   |
| ------ | ------ | ------ |
| 56 798 | 57 705 | 60 788 |